# Харько
Харько́, Харко́ (демінутив імені Харитон або Захарій) чи Харько́в (як прізвище або прізвисько) (? — 1737?) — міфічна особа, що за легендою заснувала Харків (тобто епонім цього міста). За одним переказом — простий козак, за другим — сотник, що грабував поміщицькі маєтки, за третім — пасічник, за четвертим — заможний хуторянин.

## Старовинні легенди

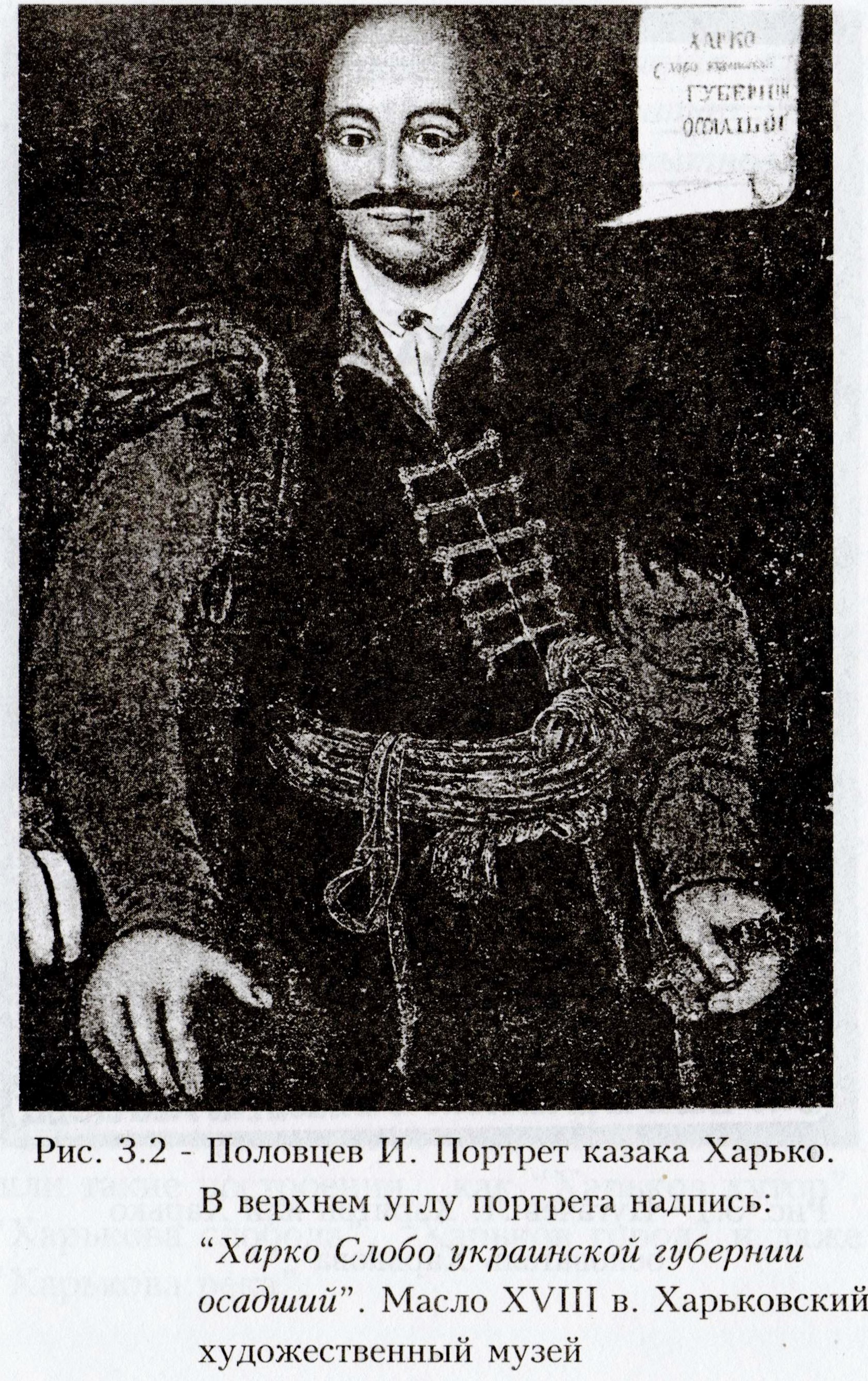
Харько в образі знатного шляхтича (18 століття)

Харько — міфічний козак XVI, початку XVII або навіть XVIII століття, іменем якого нібито названо місто.
За легендою, записаною з четвертих слів («дід діда 104-річного сліпого діда») Є. Топчієвим у 1829 році у селі Данилівці Харківського повіту і опублікованій у 1838, яку розкритикував як недостовірну  Д. Багалій, Харько потонув поблизу Змійова в річці Сіверський Донець:

«Не приходиться быть первому поселению при реке Лопани, иначе город Харьков назывался бы Лопанью или река Лопань — Харьковом. Ещё дед моего деда зашёл в этот край и именно в окрестности Харькова, когда было здесь мало народу… Первый поселенец… поселился при ней [Белгородской кринице] хутором… И этот первый поселенец был Харько… Когда именно жил Харько, неизвестно, но говорили, что назад тому более 200 лет…[от 1829] Он был не из простых. Вышел из Польши начальником нескольких семей [православных]… Однажды… настигнул их [татар] около нынешнего города Змиёва. Отбил добычу и освободил пленных. Но, угнавшись за самыми татарами на ту сторону Донца, был подавлен большим числом собравшихся неприятелей и потонул в Донце, на обратной переправе с двумя своими сыновьями. Татары, наконец, проникли в скрытное убежище поселения Харька и разорили его совершенно… После этого заселение Харька оставалось долго впусте. Говорили также, что самые татары, первые, называли его именем реку, при которой он жил». Прим.: (цього не може бути, бо гідронім Харків набагато старіший).

За іншою легендою, що описана у подорожніх замітках академіка  В. Зуєва, що проїжджав через місто у 1781 році, яку розкритикував як недостовірну Л. Мачулін, Харько був пасічником:

«Наименование свое Харьков имеет от первого поселенца Харитона, вышедшего со многими другими семьями и поселившегося здесь. Он был пасечник или пчеловод; трудами своими и способностью места разжился он скоро, так что многие из других мест стали к нему приходить для сожительства, а как в общежитии, у малороссиян, обыкновенно называют друг дружку полуимянем, то, называя его Харько, прозвали и Харьков хутор, и Харьков слобода, и Харьков город, тому назад сказывали мне, не многим будет более ста лет [от 1781], следовательно и начало города Харькова не далее относится».

У рукописі «Топографічний опис Харківському намісництву» 1785 року наведена третя легенда, де відповіддю на восьме питання анкети «Ежели можно справится о его [города] начале, кем, когда и на какой случай построен, и какими людьми спервоначалия быль заселен» є наступні слова:

«За подлинно неизвестно, но естьли поверить молве, то на сем месте завел себе хутор некто из зажиточных малороссиян, но кто он был таков, откуда и когда, о том сведений нет, именем Харитон, а по просторечию Харько, от котораго якобы сей город и река звание свое получили».

Але вже через два роки в наступному рукописі «Атлас Харківського намісництва» 1787 року, а також в друкованому «Топографічний опис … з історичним предувєдомлєнієм…» 1788, і в рукописі «Описі міст Харківського намісництва» 1796, згадки про Харка були відсутні і скрізь зазначалось просто, що Харків «побудований за царювання Олексія Михайловича у 1653 році».
За ще однією легендою, наведеною у своїй «Автобіографії» 1881 року М. Костомаровим, був з таким ім'ям козацький сотник, але про заснування їм Харкова нічого не повідомлялось:

«Проехали через местечко Жаботин, где до сих пор показывают хату сотника Харька, убитого поляками перед началом восстания малоруссов, известного в истории под названием Колиивщины [до 1768], или Уманской резни».

## Увіковічення

Пам'ятник засновникам Харкова. Вважається фігурою Харька.

У центрі міста на початку XXI століття було встановлено пам'ятник засновникам Харкова у вигляді козака Харька на коні зі списом.
Пам'ятник «Засновникам Харкова на честь 350-річчя міста» (дарунок міста) на проспекті Науки був відкритий 22 серпня 2004 року.
Це перший за всю історію міста кінний монумент. Бронзовий 12-тонний вершник тримає спис, щит (чомусь без зображення либіді), за плечима має лук і сагайдак зі стрілами. Висота скульптури — 6 метрів, постаменту — 7 м
Пам'ятник створено за мотивами малюнка відомої поштової листівки (лубочний малюнок) XIX століття.
Щорічно 14 жовтня, в День українського козацтва, представники харківських обласних та міських козацьких громадських організацій спільно з керівниками області покладають до пам'ятника квіти на знак поваги до засновників міста Харкова.

## У художніх творах
Ой встань, Харьку, ой встань, батьку, просять тебе люде.
Тарас Григорович Шевченко, підпис під офортом «Приятелі».

Крепость стоит на высоком холме над неширокою рыбною речкой.
Башня тесовая жёлтою свечкой высится в сумеречной полутьме.
В створе обитых железом ворот тускло блестят бердышами казаки,
Сонно волна шевелится во мраке, лодку о лодку у пристани трёт.
А за рекою рыбак Харитон подслеповато склонился над зыбью — : Светится сивой чешуйкою рыбьей старец, чьим именем град наречён.
Впрочем, то светит сединами внук деда Харько, что владел окунями,
Что несусветно далёкими днями сладил курень у лесистых излук.
Хату поставил да ульев пяток, да просмолил неуклюжую лодку,
Да застолбил на столетья высотку — этого града и крепи исток.
Сергій Шелковий, «Харьковская крепость»

Шапка-бирка на нім, постоли, сірячина полатана, рвана…
Де вже там одягтися, коли працював день і ніч він на пана!
Панський хліб став у горлі кілком, гірше редьки життя було дома…
Харитоном, або ще Харьком називавсь по-простому сірома.
Юрій Кругляк, «Тікав козак на Слобожанщину»

## Тезки
- Харько (Захар) Кривий — кодацький полковник (XVIII ст.);[15]
- Захарій — біблійний пророк. Саме на його честь Г. С. Сковорода дав Харкову латинське ім'я — Захарполіс (лат. Zacharpolis);[16][17][18]
- Харьков Георгій Йосипович — український режисер (1904–1980);
- Генерал Харьков — міфічний (вигаданий) генерал Білого руху, один з антибільшовицьких лідерів.